# Frazione volumica
La frazione volumetrica è uno dei diversi modi con i quali si può esprimere la composizione chimica di un miscuglio o l'entità della presenza di un composto chimico in una sostanza. Viene definito come il rapporto tra il volume di composto e quello della sostanza (la sommatoria dei volumi di tutti i componenti {\displaystyle \sum _{i}V_{i}}), ed è rappresentata da un numero tra 0 (in totale assenza del composto) e 1 (composto puro):
{\displaystyle \phi _{i}={\frac {V_{i}}{\sum _{i}V_{i}}}}
oppure considerando un volume unitario di sostanza, si definisce come rapporto tra i volumi specifici:
{\displaystyle \phi _{i}={\frac {\rho _{ni}^{-1}}{\sum _{i}\rho _{ni}^{-1}}}}
In molti casi non si conosce il volume bensì la sua quantità di sostanza n, legata alla prima dalla massa molare M:
{\displaystyle \phi _{i}={\frac {n_{i}V_{ni}}{\sum _{i}n_{i}V_{ni}}}},
per una miscela di gas approssimabili come ideali, che hanno lo stesso volume molare, equivale alla frazione molare:
{\displaystyle \phi _{i}\sim {\frac {V_{n}}{V_{n}}}{\frac {n_{i}}{\sum _{i}n_{i}}}=x_{i}},
In generale possiamo esprimere nella frazione molare, dividendo tutto per la quantità di sostanza totale:
{\displaystyle \phi _{i}=V_{ni}{\frac {x_{i}}{\sum _{i}x_{i}V_{ni}}}},
Diventa perciò evidente che gli elementi a volume molare maggiore della media ponderata (le molecole o pesi-formula più articolati nello spazio) hanno frazione massica maggiore della frazione molare, quelli a volume molare minore della media hanno frazione massica minore della frazione molare.